# 巴耶瓦勒
巴耶瓦勒（法語：Bailleval，法語發音：[bajval]）是法国瓦兹省的一个市镇，属于克莱蒙区。

## 地理
巴耶瓦勒（49°20'52"N, 2°27'27"E）面积8.01 平方千米，位于法国上法蘭西大區瓦兹省，该省份为法国北部内陆省份，北起索姆省，西接厄尔省和滨海塞纳省，南至塞纳-马恩省和瓦兹河谷省，东临埃纳省。
与巴耶瓦勒接壤的市镇（或旧市镇、城区）包括：布勒伊勒塞克、布勒伊勒韦尔、卡特努瓦、拉布吕耶尔、利扬库尔、努万泰勒、朗蒂尼、罗苏瓦。
巴耶瓦勒的时区为UTC+01:00、UTC+02:00（夏令时）。

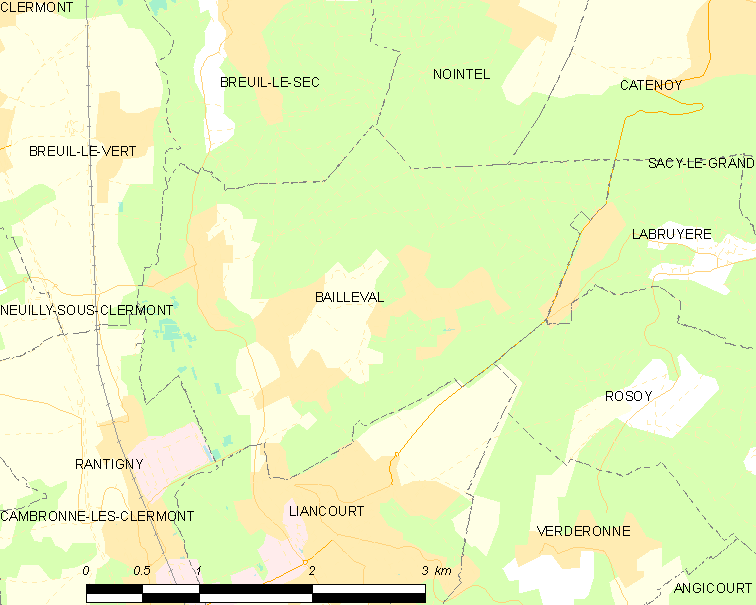
巴耶瓦勒的OSM定位图

## 行政
巴耶瓦勒的邮政编码为60140，INSEE市镇编码为60042。

## 政治
巴耶瓦勒所属的省级选区为克莱蒙县。

## 人口

1962-2008年间巴耶瓦勒人口变化图示

巴耶瓦勒于2022年1月1日时的人口数量为1477人。